# Kür op muziek

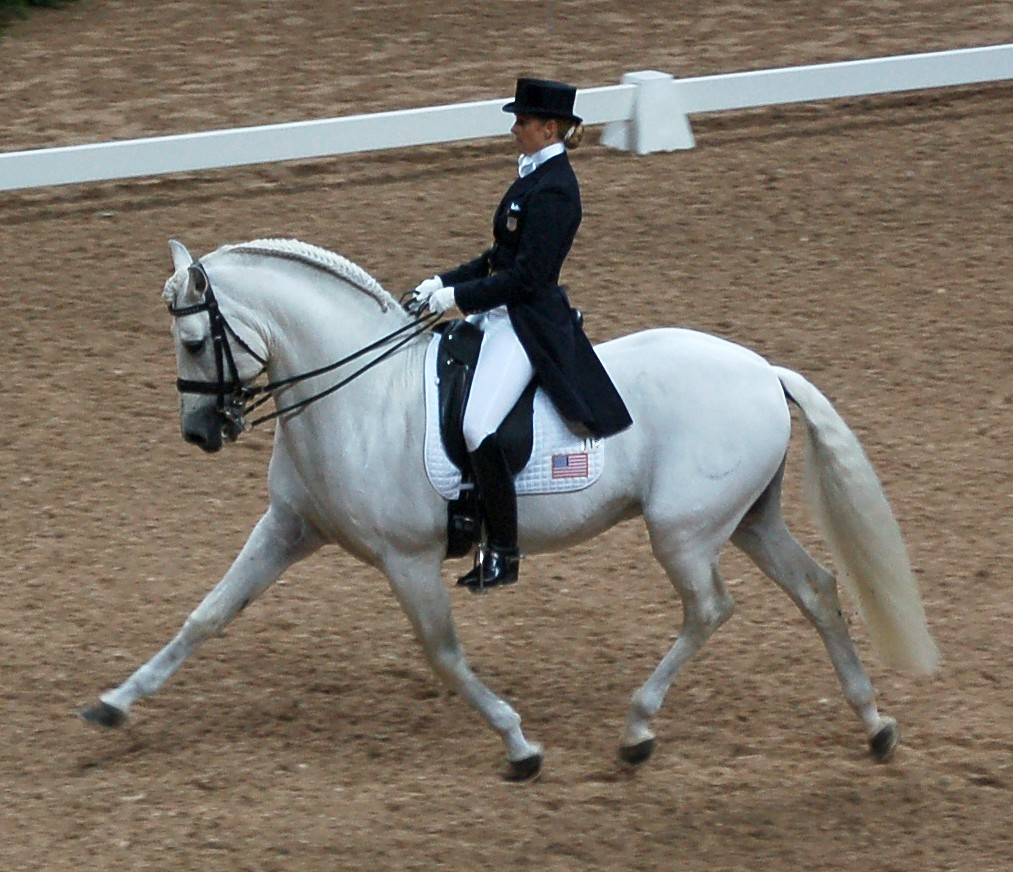
Kristina Harrison-Naness (USA) met Rociero XV

Een kür op muziek is een wedstrijdproef in de hogere klassen van de dressuur binnen de paardensport. In deze proef voert een combinatie, gebruikmakend van muziek, een vrije, zelfgeregisseerde proef ten tonele, tijdens een concours hippique. In deze vrije proef (Engels: freestyle to music) is het erg belangrijk om de oefeningen goed te laten aansluiten op het tempo van de muziek en de soort muziek. Daarnaast is het van belang dat de soort muziek past bij het type paard of pony. De kür bevat een aantal verplichte onderdelen, afhankelijk van de klasse waarin men start. Verplichte onderdelen zijn de diverse gangen (stap, draf, galop) inclusief de verzamelde en uitgestrekte varianten, halthouden, achterwaarts gaan, en in de hogere klassen ook piaffe, passage, pirouette, galopwissels, appuyementen (zijwaartse gangen), en andere hogeschooloefeningen.
De jurybeoordeling omvat niet alleen de correctheid van de uitgevoerde onderdelen en figuren, maar ook de artisticiteit en de keuze van de muziek.